# Imed Ben Younes
Imed Ben Younes (en árabe: عماد بن يونس‎; Sfax, Túnez, 16 de junio de 1974) es un exfutbolista y entrenador de fútbol de Túnez que jugaba en la posición de delantero. Actualmente es el entrenador del CA Bizertin.

## Carrera

### Club
| Periodo   | Club                 |
| --------- | -------------------- |
| 1993-1995 | Sfax Railways Sports |
| 1995-1998 | ES Sahel             |
| 1998–2002 | CS Sfaxien           |
| 2002–2003 | Al-Wakrah SC         |
| 2003      | ES Tunis             |
| 2004–2005 | EOG Kram             |
| 2008–2009 | Sfax Railways Sports |

### Selección nacional
Jugó para Túnez en 13 ocasiones de 1995 a 2002 y anotó siete goles; fue finalista en la Copa Africana de Naciones 1996 y participó en los Juegos Olímpicos de Atlanta 1996 donde jugó dos partidos, y en la Copa Mundial de Fútbol de 1998.
| # | Fecha     | Sede                                    | Rival                | Marcador | Resultado | Torneo                      |
| - | --------- | --------------------------------------- | -------------------- | -------- | --------- | --------------------------- |
| 1 | 19-1-1996 | EPRU Stadium, Port Elizabeth, Sudáfrica | Ghana                | 1–1      | 1–2       | 1996 African Cup of Nations |
| 2 | 25-1-1996 | EPRU Stadium, Port Elizabeth, Sudáfrica | Costa de Marfil      | 1–0      | 3–1       | 1996 African Cup of Nations |
| 3 | 25-1-1996 | EPRU Stadium, Port Elizabeth, Sudáfrica | Costa de Marfil      | 2–0      | 3–1       | 1996 African Cup of Nations |
| 4 | 5-11-1997 | Stade El Menzah, Tunis                  | Bosnia y Herzegovina | 1–0      | 2–1       | Amistoso                    |
| 5 | 5-11-1997 | Stade El Menzah, Tunis                  | Bosnia y Herzegovina | 2–0      | 2–1       | Amistoso                    |
| 6 | 2-5-1998  | Stade Olympique de Sousse, Sousse       | Georgia              | 1–1      | 1–1       | Amistoso                    |
| 7 | 6-6-1998  | Stade El Menzah, Tunis                  | Gales                | 1–0      | 4–0       | Amistoso                    |

### Entrenador
| Periodo   | Club                 |
| --------- | -------------------- |
| 2018–2019 | Sfax Railways Sports |
| 2020      | ES Sahel             |
| 2023      | US Monastir          |
| 2023-2024 | ES Sahel             |
| 2024      | Olympique Béja       |
| 2024-     | CA Bizertin          |

## Logros
- CLP-1 (1): 1997
- Copa de Túnez (1): 1996